# Badminton-Asienmeisterschaft 1998
Die Badminton-Asienmeisterschaft 1998 fand im Nimibutr Stadium in Bangkok, Thailand, vom 2. bis zum 5. September statt.

## Medaillengewinner
| Disziplin    | Gold                       | Silber                 | Bronze                          |
| ------------ | -------------------------- | ---------------------- | ------------------------------- |
| Herreneinzel | Chen Gang                  | Marleve Mainaky        | Taufik Hidayat                  |
| Herreneinzel | Chen Gang                  | Marleve Mainaky        | Luo Yigang                      |
| Dameneinzel  | Ye Zhaoying                | Gong Zhichao           | Dai Yun                         |
| Dameneinzel  | Ye Zhaoying                | Gong Zhichao           | Gong Ruina                      |
| Herrendoppel | Kang Kyung-jin Ha Tae-kwon | Zhang Wei Zhang Jun    | Flandy Limpele Eng Hian         |
| Herrendoppel | Kang Kyung-jin Ha Tae-kwon | Zhang Wei Zhang Jun    | Tony Gunawan Halim Haryanto     |
| Damendoppel  | Ge Fei Gu Jun              | Qin Yiyuan Tang Hetian | Eliza Nathanael Deyana Lomban   |
| Damendoppel  | Ge Fei Gu Jun              | Qin Yiyuan Tang Hetian | Yim Kyung-jin Chung Jae-hee     |
| Mixed        | Kim Dong-moon Ra Kyung-min | Sun Jun Ge Fei         | Chen Gang Tang Hetian           |
| Mixed        | Kim Dong-moon Ra Kyung-min | Sun Jun Ge Fei         | Bambang Suprianto Zelin Resiana |

## Resultate

### Herreneinzel
- Thushara Edirisinghe -  Chhorvann Chhea: 15-7 / 15-2
- Bo Bo Zaw Aung –  Cheang Kuan Pui: 15-2 / 15-6
- Sirachai Panpatchara –  Wen Wayne Kuo: 15-1 / 15-3
- Fumihiko Machida -  Rasel Kabir Sumon: 15-2 / 15-2
- Ajit Wijetilak –  A Rahim Salch: 15-0 / 15-1
- Rhamir Antonio –  Sudeep Younjan: 15-1 / 15-7
- Takahiro Suka –  Igor Dmitriev: 15-8 / 15-4
- Natapol Sarawan -  Rami Al-Sheik: 15-1 / 15-4
- Chien Yu-hsiu –  O Man Tung: 15-4 / 15-1
- Mangirish Palekar –  Iong Heng Chi: 15-0 / 15-1
- Liao Chun-Yi -  Kapil Chhetri: 15-1 / 15-0
- Seiichi Watanabe –  Melvin Llanes: 11-15 / 15-12 / 15-9
- Boonsak Ponsana –  Afshin Bozorgzadeh: 15-3 / 15-4
- Sairul Amar Ayob –  Abbas Mohammed: 15-1 / 15-0
- Hồ Văn Lợi –  Ma Chon Fai: 15-8 / 15-4
- Ng Wei –  Manjula Sampath Fernando: 15-1 / 15-3
- Shinji Ohta –  Win Zaw: 13-15 / 15-12 / 15-8
- Jakrapan Thanathiratham -  Sokhang Krang: 15-0 / 15-1
- James Chua –  Dipendra K Shrestha: 15-1 / 15-1
- Park Tae-sang -  Mohammed Jabed Mostafa: 15-1 / 15-1
- Saran Chucherdrat –  Lo Ka Lon: 15-2 / 15-0
- Tadashi Ohtsuka –  Hameed Murtadza: 15-2 / 15-1
- Kim Gi-suk -  Sokdom Ry: 15-0 / 15-2
- Norio Imai –  Le The Hung Pham: 15-8 / 15-7
- Karavee Hongspoe -  Mahbubur Rob: 15-9 / 15-1
- Anupap Thiraratsakul - Chagay Dorji: 15-0 / 15-1
- Liu Kwok Wa –  Reza Roshanomid: 15-6 / 15-7
- Subash R. Janaka De Silva –  Takuya Takehana: 15-0 / 15-8
- Ian Gil Piencenaves –  Samir Bahadur Singh: 15-3 / 15-2
- Lwin Aung –  Chetan Anand: 15-10 / 15-13
- Yeoh Kay Bin –  Arash Abdul Mohamadian: 15-6 / 15-9
- Sachin Ratti -  Ugyen Dorji: 15-0 / 15-1
- Kazuhiro Shimogami -  Vanna Khun: 15-2 / 15-0
- Tam Lok Tin –  Kiran Thapa: 15-2 / 15-4
- Lee Mou-chou –  Alawi Hisham: 15-0 / 15-0
- Naruenart Chuaymak –  Ye Min Aung: 15-1 / 15-12
- Ramesh Nathan –  Jing Ru Tan: 15-3 / 15-7
- Arolas Amahit –  Duminda Jayakody: 8-15 / 15-13 / 15-7
- Cheung Chin Fung -  Muntaser El-Nabani: 15-12 / 11-15 / 15-4
- Hiroshi Ohyama –  Hamid Shabanian: w.o.
- Jeffer Rosobin –  Ermadena Hj Talip: w.o.
- Krid Chuaynarong –  Awang Amran Kambar: w.o.
- Eugene Yevseev –  Joaquim Lobo: w.o.
- Thushara Edirisinghe –  Bo Bo Zaw Aung: 15-5 / 15-5
- Lee Tsuen Seng –  Sirachai Panpatchara: 17-14 / 15-6
- Ajit Wijetilak –  Fumihiko Machida: 15-13 / 11-15 / 15-12
- Marleve Mainaky -  Sonam Jigme: 15-1 / 15-0
- Takahiro Suka –  Rhamir Antonio: 15-5 / 15-4
- Tam Kai Chuen –  Natapol Sarawan: 15-9 / 15-6
- Chien Yu-hsiu –  Hiroshi Ohyama: 15-6 / 15-3
- Mangirish Palekar –  Liao Chun-Yi: 15-5 / 15-13
- Taufik Hidayat –  Seiichi Watanabe: 15-6 / 15-8
- Sairul Amar Ayob –  Boonsak Ponsana: 4-15 / 15-11 / 15-13
- Ng Wei –  Shinji Ohta: 15-8 / 15-11
- Liu En-hung –  Jakrapan Thanathiratham: 15-1 / 15-6
- James Chua –  Park Tae-sang: 13-15 / 15-5 / 15-3
- Jeffer Rosobin –  Saran Chucherdrat: 15-1 / 15-8
- Tadashi Ohtsuka –  Yap Yong Jyen: 15-7 / 15-11
- Kim Gi-suk –  Norio Imai: 15-11 / 14-15 / 15-0
- Anupap Thiraratsakul –  Liu Kwok Wa: 15-0 / 15-3
- Indra Wijaya –  Subash R. Janaka De Silva: 15-10 / 15-2
- Ian Gil Piencenaves –  Lwin Aung: 15-10 / 15-2
- Luo Yigang –  Teng Shih Ee: 15-1 / 15-3
- Yeoh Kay Bin –  Krid Chuaynarong: 15-12 / 15-5
- Hwang Sun-ho –  Sachin Ratti: 15-10 / 15-3
- Kazuhiro Shimogami –  Tam Lok Tin: 13-15 / 15-8 / 15-0
- Chen Gang –  Eugene Yevseev: 15-1 / 15-2
- Lee Mou-chou –  Naruenart Chuaymak: 15-9 / 15-3
- Ramesh Nathan –  Keita Masuda: 15-8 / 15-3
- Arolas Amahit –  Cheung Chin Fung: 15-3 / 15-2
- Sun Jun –  Fadillah Hj Seruddin: w.o.
- Dong Jiong –  Mohammad Hj Junid: w.o.
- Hồ Văn Lợi –  Heryanto Arbi: w.o.
- Karavee Hongspoe –  Fung Permadi: w.o.
- Hendrawan –  Awang Huzaini Md Salleh: w.o.
- Sun Jun –  Thushara Edirisinghe: 15-9 / 15-2
- Lee Tsuen Seng –  Ajit Wijetilak: 9-15 / 15-1 / 15-11
- Marleve Mainaky –  Takahiro Suka: 15-3 / 15-8
- Tam Kai Chuen –  Chien Yu-hsiu: 15-0 / 15-4
- Dong Jiong –  Mangirish Palekar: 15-7 / 15-3
- Taufik Hidayat –  Sairul Amar Ayob: 15-6 / 15-11
- Ng Wei –  Hồ Văn Lợi: 15-0 / 15-5
- James Chua –  Liu En-hung: 15-10 / 15-3
- Jeffer Rosobin –  Tadashi Ohtsuka: 7-15 / 15-4 / 15-4
- Kim Gi-suk –  Karavee Hongspoe: 15-4 / 15-4
- Indra Wijaya –  Anupap Thiraratsakul: 15-12 / 15-12
- Luo Yigang –  Ian Gil Piencenaves: 15-8 / 15-9
- Hwang Sun-ho –  Yeoh Kay Bin: 8-15 / 15-11 / 15-6
- Chen Gang –  Kazuhiro Shimogami: 15-4 / 15-2
- Lee Mou-chou –  Ramesh Nathan: 15-9 / 15-12
- Hendrawan –  Arolas Amahit: 15-6 / 15-11
- Sun Jun –  Lee Tsuen Seng: 15-8 / 15-5
- Marleve Mainaky –  Tam Kai Chuen: 15-2 / 15-2
- Taufik Hidayat –  Dong Jiong: 9-15 / 15-3 / 15-11
- Ng Wei –  James Chua: 9-15 / 15-4 / 15-0
- Jeffer Rosobin –  Kim Gi-suk: 15-0 / 15-2
- Luo Yigang –  Indra Wijaya: 15-6 / 15-13
- Chen Gang –  Hwang Sun-ho: 15-6 / 12-15 / 15-11
- Hendrawan –  Lee Mou-chou: 15-10 / 11-15 / 15-5
- Marleve Mainaky –  Sun Jun: 15-12 / 15-8
- Taufik Hidayat –  Ng Wei: 15-4 / 15-13
- Luo Yigang –  Jeffer Rosobin: 15-10 / 10-15 / 15-13
- Chen Gang –  Hendrawan: 15-3 / 15-11

|  | Halbfinale | Halbfinale      | Halbfinale | Halbfinale | Halbfinale |  |  | Finale | Finale          | Finale | Finale | Finale |
|  |            |                 |            |            |            |  |  |        |                 |        |        |        |
|  |            |                 |            |            |            |  |  |        |                 |        |        |        |
|  |            | Chen Gang       | 15         | 15         |            |  |  |        |                 |        |        |        |
|  |            | Luo Yigang      | 5          | 8          |            |  |  |        |                 |        |        |        |
|  |            |                 |            |            |            |  |  |        | Chen Gang       | 15     | 15     |        |
|  |            |                 |            |            |            |  |  |        | Marleve Mainaky | 6      | 9      |        |
|  |            | Taufik Hidayat  | 15         | 5          |            |  |  |        |                 |        |        |        |
|  |            | Marleve Mainaky | 17         | 15         |            |  |  |        |                 |        |        |        |
|  |            |                 |            |            |            |  |  |        |                 |        |        |        |

### Dameneinzel
- Thitikan Duangsiri –  Chan Mei Mei: 11-0 / 11-5
- Lee Deuk-soon –  Chandrika de Silva: 11-9 / 11-4
- Yuli Marfuah –  Thi Phuong Thao Nguyen: 11-1 / 11-1
- Huang Chia-chi –  Sheen Rasheed: 11-0 / 11-1
- Takako Ida –  Fathmath Amani: 11-0 / 11-1
- Chen Wan-ju -  Sonam Chenzom: 11-0 / 11-1
- Nucharee Teekhatrakul –  Irina Gritsenko: 11-6 / 11-1
- Ling Wan Ting –  Chihiro Ohsaka: 11-2 / 11-8
- Lee Kyung-won –  Mylene Delgado: 11-0 / 11-2
- Chan Ya-lin -  Lina Rashdan: 11-0 / 11-3
- Louisa Koon Wai Chee –  Olivia: 7-11 / 11-7 / 11-6
- Nucharin Teekhatrakul -  Elina Begum: 11-5 / 11-1
- Saule Kustavletova –  Lê Thị Kim Anh: 11-6 / 11-3
- Miho Tanaka –  Sathinee Chankrachangwong: 11-3 / 11-0
- Cindana Hartono -  Karuna Rana: 11-0 / 11-0
- Sujitra Ekmongkolpaisarn –  Shakeela Moosa: 11-1 / 11-1
- Jeng Shwu-zen –  A Pameesha Dishanthi Dharmesena: 11-2 / 11-4
- Saori Itoh –  Amparo Lim: 11-7 / 11-0
- Ng Ching –  Park Hyo-sun: 6-11 / 11-5 / 11-4
- Lee Deuk-soon –  Thitikan Duangsiri: 11-6 / 11-3
- Kanako Yonekura -  Najwa Al Turk: 11-0 / 11-0
- Huang Chia-chi –  Yuli Marfuah: 11-6 / 5-11 / 11-3
- Dai Yun -  Ayesha Khatun Nuri: 11-1 / 11-0
- Takako Ida –  Chen Wan-ju: 11-2 / 11-5
- Mia Audina –  Nucharee Teekhatrakul: 11-3 / 11-0
- Lee Kyung-won –  Ling Wan Ting: 11-5 / 3-11 / 11-0
- Chan Ya-lin –  Louisa Koon Wai Chee: 11-0 / 11-2
- Gong Ruina –  Nucharin Teekhatrakul: 11-3 / 11-2
- Miho Tanaka –  Saule Kustavletova: 11-8 / 11-1
- Jihyun Marr –  Badoora Afeed: 11-0 / 11-1
- Sujitra Ekmongkolpaisarn –  Cindana Hartono: 11-7 / 10-13 / 11-0
- Yasuko Mizui –  Jeng Shwu-zen: 11-4 / 11-8
- Saori Itoh –  Ng Ching: 11-6 / 11-7
- Gong Zhichao –  Pooja Shrestha: 11-0 / 11-1
- Ye Zhaoying –  Amannan Marushida: w.o.
- Ye Zhaoying –  Lee Deuk-soon: 11-9 / 11-2
- Huang Chia-chi –  Kanako Yonekura: 9-11 / 11-8 / 11-3
- Dai Yun –  Takako Ida: 5-11 / 11-4 / 13-10
- Mia Audina –  Lee Kyung-won: 11-2 / 11-4
- Gong Ruina –  Chan Ya-lin: 11-5 / 11-5
- Jihyun Marr –  Miho Tanaka: 11-3 / 11-6
- Yasuko Mizui –  Sujitra Ekmongkolpaisarn: 11-5 / 11-6
- Gong Zhichao –  Saori Itoh: 11-4 / 11-7
- Ye Zhaoying –  Huang Chia-chi: 11-7 / 11-3
- Dai Yun –  Mia Audina: 11-2 / 11-4
- Gong Ruina –  Jihyun Marr: 11-8 / 6-11 / 11-3
- Gong Zhichao –  Yasuko Mizui: 11-7 / 11-6

|  | Halbfinale | Halbfinale   | Halbfinale | Halbfinale | Halbfinale |  |  | Finale | Finale       | Finale | Finale | Finale |
|  |            |              |            |            |            |  |  |        |              |        |        |        |
|  |            |              |            |            |            |  |  |        |              |        |        |        |
|  |            | Ye Zhaoying  | w          | /          | o          |  |  |        |              |        |        |        |
|  |            | Dai Yun      |            |            |            |  |  |        |              |        |        |        |
|  |            |              |            |            |            |  |  |        | Ye Zhaoying  | 11     | 13     |        |
|  |            |              |            |            |            |  |  |        | Gong Zhichao | 5      | 12     |        |
|  |            | Gong Zhichao | 11         | 11         |            |  |  |        |              |        |        |        |
|  |            | Gong Ruina   | 5          | 5          |            |  |  |        |              |        |        |        |
|  |            |              |            |            |            |  |  |        |              |        |        |        |

### Herrendoppel
- Tesana Panvisavas /  Anurak Thiraratsakul –  Hameed Murtadza /  A Rahim Salch: 15-0 / 15-0
- Norio Imai /  Hiroshi Ohyama –  Lwin Aung /  Win Zaw: 15-9 / 15-4
- Horng Shin-jeng /  Lee Wei-jen –  Chow Kin Man /  Ma Che Kong: 15-11 / 19-17
- Eng Hian /  Flandy Limpele -  Rasel Kabir Sumon /  Mahbubur Rob: 15-3 / 15-6
- Supachai Pintuwat /  Jakrapan Thanathiratham –  Manjula Sampath Fernando /  Subash R. Janaka De Silva: 15-5 / 15-4
- Keita Masuda /  Tadashi Ohtsuka –  Melvin Llanes /  Ian Gil Piencenaves: 13-15 / 15-3 / 15-1
- Kitipon Kitikul /  Khunakorn Sudhisodhi –  Kiran Thapa /  Sudeep Younjan: 15-4 / 15-2
- Jaseel P. Ismail /  Vincent Lobo –  Lo Ka Lon /  O Man Tung: 15-1 / 15-10
- Kazuhiro Shimogami /  Takahiro Suka -  Kapil Chhetri /  Chagay Dorji: 15-0 / 15-2
- Ha Tae-kwon /  Kang Kyung-jin -  Sokhang Krang /  Sokdom Ry: 15-5 / 15-1
- Fumihiko Machida /  Seiichi Watanabe –  Dipendra K. Shrestha /  Samir Bahadur Singh: 15-0 / 15-2
- Polawat Daanpasukkul /  Thitipong Lapho –  Chetan Anand /  Mangirish Palekar: 15-12 / 15-8
- Thushara Edirisinghe /  Duminda Jayakody –  Wen Wayne Kuo /  Jing Ru Tan: 15-4 / 15-8
- Ade Lukas /  Hermono Yuwono -  Ugyen Dorji /  Sonam Jigme: 15-1 / 15-0
- Lee Mou-chou /  Lee Sung-yuan –  Alawi Hisham /  Abbas Mohammed: 15-0 / 15-0
- Sachin Ratti /  Ajit Wijetilak –  Arolas Amahit /  Rhamir Antonio: 15-12 / 15-5
- Patapol Ngernsrisuk /  Sudket Prapakamol –  Bo Bo Zaw Aung /  Ye Min Aung: 15-7 / 15-3
- Shinji Ohta /  Takuya Takehana –  Hồ Văn Lợi /  Le The Hung Pham: 15-9 / 15-6
- Hsiao Cheng-wen /  Wei Chun-Yi -  Rami Al-Sheik /  Muntaser El-Nabani: 15-1 / 15-0
- Arash Abdul Mohamadian /  Afshin Bozorgzadeh –  Iong Heng Chi /  Ma Chon Fai: 10-15 / 15-3 / 15-13
- Chhorvann Chhea /  Vanna Khun –  Mohammad Hj Junid /  Awang Amran Kambar: w.o.
- Kim Gi-suk /  Park Tae-sang –  Reza Roshanomid /  Hamid Shabanian: w.o.
- Igor Dmitriev /  Eugene Yevseev –  Fadzli Hj Masri /  Michael Mee Yinn Nyau: w.o.
- Lee Dong-soo /  Yoo Yong-sung –  Cheang Kuan Pui /  Cheung Chin Fung: 15-0 / 15-1
- Tesana Panvisavas /  Anurak Thiraratsakul -  Chhorvann Chhea /  Vanna Khun: 15-0 / 15-1
- Soon Thoe Cheah /  Pang Cheh Chang –  Norio Imai /  Hiroshi Ohyama: 8-15 / 15-8 / 15-4
- Eng Hian /  Flandy Limpele –  Horng Shin-jeng /  Lee Wei-jen: 15-5 / 15-7
- Zhang Jun /  Zhang Wei –  Supachai Pintuwat /  Jakrapan Thanathiratham: 15-4 / 15-4
- Kitipon Kitikul /  Khunakorn Sudhisodhi –  Keita Masuda /  Tadashi Ohtsuka: 15-3 / 11-15 / 15-5
- Chan Chong Ming /  Jeremy Gan –  Jaseel P. Ismail /  Vincent Lobo: 15-7 / 15-2
- Kim Gi-suk /  Park Tae-sang –  Kazuhiro Shimogami /  Takahiro Suka: 15-3 / 15-7
- Ha Tae-kwon /  Kang Kyung-jin –  Fumihiko Machida /  Seiichi Watanabe: 15-3 / 15-6
- Chew Choon Eng /  Lee Chee Leong –  Polawat Daanpasukkul /  Thitipong Lapho: 15-1 / 15-8
- Ade Lukas /  Hermono Yuwono –  Thushara Edirisinghe /  Duminda Jayakody: 15-7 / 8-15 / 15-3
- Siripong Siripool /  Pramote Teerawiwatana –  Lee Mou-chou /  Lee Sung-yuan: 15-12 / 15-3
- Tony Gunawan /  Halim Haryanto –  Igor Dmitriev /  Eugene Yevseev: 15-0 / 15-7
- Shinji Ohta /  Takuya Takehana –  Hsiao Cheng-wen /  Wei Chun-Yi: 14-17 / 15-6 / 15-11
- Chatchai Boonmee /  Naruthum Surakkhaka –  Arash Abdul Mohamadian /  Afshin Bozorgzadeh: 15-1 / 15-6
- Patapol Ngernsrisuk /  Sudket Prapakamol –  Sachin Ratti /  Ajit Wijetilak: w.o.
- Lee Dong-soo /  Yoo Yong-sung –  Tesana Panvisavas /  Anurak Thiraratsakul: 15-9 / 15-4
- Eng Hian /  Flandy Limpele –  Soon Thoe Cheah /  Pang Cheh Chang: 15-13 / 15-11
- Zhang Jun /  Zhang Wei –  Kitipon Kitikul /  Khunakorn Sudhisodhi: 15-13 / 15-8
- Chan Chong Ming /  Jeremy Gan –  Kim Gi-suk /  Park Tae-sang: 10-15 / 15-5 / 15-5
- Ha Tae-kwon /  Kang Kyung-jin –  Chew Choon Eng /  Lee Chee Leong: 15-7 / 15-8
- Siripong Siripool /  Pramote Teerawiwatana –  Ade Lukas /  Hermono Yuwono: 15-11 / 15-10
- Tony Gunawan /  Halim Haryanto –  Patapol Ngernsrisuk /  Sudket Prapakamol: 15-11 / 15-3
- Shinji Ohta /  Takuya Takehana –  Chatchai Boonmee /  Naruthum Surakkhaka: 15-4 / 15-6
- Eng Hian /  Flandy Limpele –  Lee Dong-soo /  Yoo Yong-sung: 15-12 / 15-3
- Zhang Jun /  Zhang Wei –  Chan Chong Ming /  Jeremy Gan: 15-0 / 15-7
- Ha Tae-kwon /  Kang Kyung-jin –  Siripong Siripool /  Pramote Teerawiwatana: 15-4 / 15-10
- Tony Gunawan /  Halim Haryanto –  Shinji Ohta /  Takuya Takehana: 15-4 / 15-6

|  | Halbfinale | Halbfinale                  | Halbfinale | Halbfinale | Halbfinale |  |  | Finale | Finale                     | Finale | Finale | Finale |
|  |            |                             |            |            |            |  |  |        |                            |        |        |        |
|  |            |                             |            |            |            |  |  |        |                            |        |        |        |
|  |            | Zhang Jun Zhang Wei         | 17         | 9          | 15         |  |  |        |                            |        |        |        |
|  |            | Eng Hian Flandy Limpele     | 15         | 15         | 12         |  |  |        |                            |        |        |        |
|  |            |                             |            |            |            |  |  |        | Zhang Jun Zhang Wei        | 15     | 11     | 13     |
|  |            |                             |            |            |            |  |  |        | Ha Tae-kwon Kang Kyung-jin | 12     | 15     | 15     |
|  |            | Halim Haryanto Tony Gunawan | 15         | 8          | 12         |  |  |        |                            |        |        |        |
|  |            | Ha Tae-kwon Kang Kyung-jin  | 6          | 15         | 15         |  |  |        |                            |        |        |        |
|  |            |                             |            |            |            |  |  |        |                            |        |        |        |

### Damendoppel
- Irina Gritsenko /  Saule Kustavletova -  Najwa Al Turk /  Lina Rashdan: 15-1 / 15-3
- Naomi Murakami /  Hiromi Yamada –  A Pameesha Dishanthi Dharmesena /  Chandrika de Silva: 15-0 / 15-7
- Louisa Koon Wai Chee /  Ling Wan Ting –  Lê Thị Kim Anh /  Thi Phuong Thao Nguyen: 15-0 / 15-5
- Kim Shin-young /  Lee Kyung-won –  Shakeela Moosa /  Sheen Rasheed: 15-0 / 15-1
- Sathinee Chankrachangwong /  Methinee Narawirawuth –  Mylene Delgado /  Amparo Lim: 15-6 / 15-8
- Chung Jae-hee /  Yim Kyung-jin -  Elina Begum /  Ayesha Khatun Nuri: 15-0 / 15-3
- Sujitra Ekmongkolpaisarn /  Saralee Thungthongkam –  Chan Ya-lin /  Huang Chia-chi: 15-9 / 11-15 / 15-12
- Nucharee Teekhatrakul /  Nucharin Teekhatrakul –  Chan Mei Mei /  Ng Ching: 15-8 / 15-4
- Angeline de Pauw /  Vita Marissa -  Sonam Chenzom /  Karuna Rana: 15-2 / 15-2
- Chihiro Ohsaka /  Kanako Yonekura –  Badoora Afeed /  Fathmath Amani: 15-0 / 15-1
- Carmelita /  Indarti Issolina –  Pooja Shrestha / -: w.o.
- Naomi Murakami /  Hiromi Yamada –  Chen Mei-cun /  Jeng Shwu-zen: 15-7 / 15-7
- Deyana Lomban /  Eliza Nathanael –  Louisa Koon Wai Chee /  Ling Wan Ting: 15-5 / 15-0
- Kim Shin-young /  Lee Kyung-won –  Sathinee Chankrachangwong /  Methinee Narawirawuth: 15-0 / 15-7
- Chung Jae-hee /  Yim Kyung-jin –  Carmelita /  Indarti Issolina: 15-8 / 15-12
- Sujitra Ekmongkolpaisarn /  Saralee Thungthongkam –  Yoshiko Iwata /  Haruko Matsuda: 15-12 / 14-17 / 15-6
- Angeline de Pauw /  Vita Marissa –  Nucharee Teekhatrakul /  Nucharin Teekhatrakul: 15-1 / 15-7
- Qin Yiyuan /  He Tian Tang –  Chihiro Ohsaka /  Kanako Yonekura: 15-12 / 15-12
- Ge Fei /  Gu Jun –  Irina Gritsenko /  Saule Kustavletova: w.o.
- Ge Fei /  Gu Jun –  Naomi Murakami /  Hiromi Yamada: 15-1 / 15-2
- Deyana Lomban /  Eliza Nathanael –  Kim Shin-young /  Lee Kyung-won: 12-15 / 15-6 / 15-7
- Chung Jae-hee /  Yim Kyung-jin –  Sujitra Ekmongkolpaisarn /  Saralee Thungthongkam: 10-15 / 15-6 / 15-9
- Qin Yiyuan /  He Tian Tang -  Angeline de Pauw /  Vita Marissa: 15-8 / 15-4

|  | Halbfinale | Halbfinale                    | Halbfinale | Halbfinale | Halbfinale |  |  | Finale | Finale                 | Finale | Finale | Finale |
|  |            |                               |            |            |            |  |  |        |                        |        |        |        |
|  |            |                               |            |            |            |  |  |        |                        |        |        |        |
|  |            | Ge Fei Gu Jun                 | 15         | 15         |            |  |  |        |                        |        |        |        |
|  |            | Eliza Nathanael Zelin Resiana | 2          | 10         |            |  |  |        |                        |        |        |        |
|  |            |                               |            |            |            |  |  |        | Ge Fei Gu Jun          | 15     | 15     |        |
|  |            |                               |            |            |            |  |  |        | Qin Yiyuan Tang Hetian | 8      | 7      |        |
|  |            | Chung Jae-hee Yim Kyung-jin   | 5          | 5          |            |  |  |        |                        |        |        |        |
|  |            | Qin Yiyuan Tang Hetian        | 15         | 15         |            |  |  |        |                        |        |        |        |
|  |            |                               |            |            |            |  |  |        |                        |        |        |        |

### Mixed
- Seiichi Watanabe /  Haruko Matsuda –  Eugene Yevseev /  Irina Gritsenko: 15-5 / 15-5
- Mahbubur Rob /  Ayesha Khatun Nuri -  Muntaser El-Nabani /  Lina Rashdan: w.o.
- Kim Dong-moon /  Ra Kyung-min -  Kapil Chhetri /  Sonam Chenzom: 15-0 / 15-2
- Ma Che Kong /  Louisa Koon Wai Chee –  Thushara Edirisinghe /  Chandrika de Silva: 15-1 / 15-3
- Fumihiko Machida /  Yasuko Mizui –  Sudeep Younjan /  Pooja Shrestha: 15-2 / 15-0
- Zhang Jun /  Gong Ruina –  Hsiao Cheng-wen /  Chen Mei-cun: 12-15 / 17-16 / 15-6
- Chen Gang /  He Tian Tang –  Ian Gil Piencenaves /  Mylene Delgado: 15-4 / 15-6
- Lee Sung-yuan /  Jeng Shwu-zen –  Igor Dmitriev /  Saule Kustavletova: 15-2 / 15-2
- Tesana Panvisavas /  Saralee Thungthongkam –  Le The Hung Pham /  Lê Thị Kim Anh: 15-7 / 15-7
- Imam Tohari /  Rosalia Anastasia -  Mahbubur Rob /  Ayesha Khatun Nuri: 15-3 / 15-7
- Seiichi Watanabe /  Haruko Matsuda –  Liu Kwok Wa /  Chan Mei Mei: 8-15 / 15-13 / 17-16
- Ha Tae-kwon /  Kim Shin-young -  Rasel Kabir Sumon /  Elina Begum: 15-9 / 16-1
- Anurak Thiraratsakul /  Ticha Boonyarak –  Melvin Llanes /  Amparo Lim: 15-10 / 15-9
- Sun Jun /  Ge Fei -  Rami Halasa /  Najwa Al Turk: 15-1 / 15-1
- Lee Dong-soo /  Yim Kyung-jin -  Ugyen Dorji /  Karuna Rana: 15-0 / 15-1
- Luo Yigang /  Qin Yiyuan –  Manjula Sampath Fernando /  Dishanthi Parneesha: 15-2 / 15-1
- Tam Lok Tin /  Ng Ching –  Hồ Văn Lợi /  Thi Phuong Thao Nguyen: 15-8 / 13-15 / 15-3
- Bambang Suprianto /  Zelin Resiana –  Lee Wei-jen /  Chen Wan-ju: 15-5 / 15-9
- Kim Dong-moon /  Ra Kyung-min –  Ma Che Kong /  Louisa Koon Wai Chee: 15-2 / 15-6
- Zhang Jun /  Gong Ruina –  Fumihiko Machida /  Yasuko Mizui: 15-12 / 15-6
- Chen Gang /  He Tian Tang –  Lee Sung-yuan /  Jeng Shwu-zen: 15-3 / 15-7
- Imam Tohari /  Rosalia Anastasia –  Tesana Panvisavas /  Saralee Thungthongkam: 15-13 / 15-5
- Ha Tae-kwon /  Kim Shin-young –  Seiichi Watanabe /  Haruko Matsuda: 15-5 / 15-11
- Sun Jun /  Ge Fei –  Anurak Thiraratsakul /  Ticha Boonyarak: 15-3 / 15-2
- Luo Yigang /  Qin Yiyuan –  Lee Dong-soo /  Yim Kyung-jin: 15-4 / 15-3
- Bambang Suprianto /  Zelin Resiana –  Tam Lok Tin /  Ng Ching: 15-3 / 15-5
- Kim Dong-moon /  Ra Kyung-min –  Zhang Jun /  Gong Ruina: 15-5 / 17-15
- Chen Gang /  He Tian Tang –  Imam Tohari /  Rosalia Anastasia: 15-2 / 15-4
- Sun Jun /  Ge Fei –  Ha Tae-kwon /  Kim Shin-young: 15-11 / 15-5
- Bambang Suprianto /  Zelin Resiana –  Luo Yigang /  Qin Yiyuan: 15-4 / 15-9

|  | Halbfinale | Halbfinale                      | Halbfinale | Halbfinale | Halbfinale |  |  | Finale | Finale                     | Finale | Finale | Finale |
|  |            |                                 |            |            |            |  |  |        |                            |        |        |        |
|  |            |                                 |            |            |            |  |  |        |                            |        |        |        |
|  |            | Chen Gang Tang Hetian           | 1          | 5          |            |  |  |        |                            |        |        |        |
|  |            | Kim Dong-moon Ra Kyung-min      | 15         | 15         |            |  |  |        |                            |        |        |        |
|  |            |                                 |            |            |            |  |  |        | Kim Dong-moon Ra Kyung-min | 15     | 15     |        |
|  |            |                                 |            |            |            |  |  |        | Sun Jun Ge Fei             | 7      | 8      |        |
|  |            | Sun Jun Ge Fei                  | 15         | 17         |            |  |  |        |                            |        |        |        |
|  |            | Bambang Suprianto Zelin Resiana | 5          | 15         |            |  |  |        |                            |        |        |        |
|  |            |                                 |            |            |            |  |  |        |                            |        |        |        |

## Medaillenspiegel
| Rang   | Land                | Gold | Silber | Bronze | Gesamt |
| ------ | ------------------- | ---- | ------ | ------ | ------ |
| 1      | Volksrepublik China | 3    | 4      | 4      | 11     |
| 2      | Südkorea            | 2    | 0      | 1      | 3      |
| 3      | Indonesien          | 0    | 1      | 5      | 6      |
| Gesamt | Gesamt              | 5    | 5      | 10     | 20     |